# Georges Politzer
Georges Politzer (ur. 3 maja 1903 w Oradei, zm. 23 maja 1942 w Suresnes) – francuski filozof pochodzenia węgiersko-żydowskiego, komunista i działacz francuskiego ruchu oporu.

## Działalność
Już jako nastolatek działał w organizacjach lewicowych, w 1919 wziął udział w nieudanej rewolucji Beli Kuna i jako siedemnastolatek musiał uciekać z kraju przed represjami rządu admirała Horthyego wymierzonymi w aktywistów obalonej Węgierskiej Republiki Rad. W 1921 osiadł na stałe w Paryżu i rozpoczął samodzielne studia filozoficzne. Pod koniec lat 20. zapisał się do Francuskiej Partii Komunistycznej. Po otwarciu przez tę ostatnią Uniwersytetu Robotniczego Politzer prowadził na nim zajęcia z materializmu dialektycznego, aż do zamknięcia uniwersytetu w 1939.
W 1940 został na krótko zmobilizowany, dołączył następnie do komunistycznego ruchu oporu. Pierwszy raz aresztowany w październiku 1940, został uwolniony z powodu braku dowodów. Wypuszczony, na nowo zaangażował się w tworzenie podziemnej prasy i druk pamfletów. W lutym 1942 został aresztowany razem ze swoją żoną Marie (również komunistką). Przez dwa miesiące był torturowany i wreszcie rozstrzelany w forcie Mont Valérien 23 maja 1942. Bezpośrednio po wojnie nie otrzymał oficjalnego statusu członka ruchu oporu i ofiary represji hitlerowskich, jego pamięć została uhonorowana dopiero po długim procesie sądowym w 1956.

## Zainteresowania naukowe
Politzer był zdeklarowanym marksistą, próbował zastosować zasady filozofii marksistowskiej do badania psychologii. Interesował się bieżącymi trendami w psychologii, w tym teorią psychoanalizy Sigmunda Freuda; przeszedł drogę od jej entuzjasty do przeciwnika. Uważał równocześnie dotychczasową psychologię za oderwaną od życia i abstrakcyjną. Jego koncepcje filozoficzne, traktowane z rezerwą za życia autora ze względu na jego otwarte zaangażowanie polityczne, odzyskują dzisiaj wysoką pozycję wśród badaczy francuskich.

### Prace
- Critique des fondements de la psychologie (1928)
- Le Bergsonisme, une mystification philosophique
- Sang et or, ou l’Or vaincu par le sang (1940)
- Révolution et contre-révolution au XXe siècle (1941)
- Principes fondamentaux de philosophie (zapis wykładów prowadzonych na Uniwersytecie Robotniczym w latach 1935–1936) (1954)